# ألبرت ماثيوز
ألبرت ماثيوز (29 أبريل 1944 - ) (بالإنجليزية: Albert Matthews)‏ هو لاعب كريكت بريطاني.